# Przesłanka procesowa
Przesłanki procesowe, przesłanki formalne – rodzaj przesłanek postępowania cywilnego, warunkują ważność i prawidłowość postępowania w świetle obowiązującego prawa procesowego.